# Ceratomia hageni
Ceratomia hageni är en fjärilsart som beskrevs av Augustus Radcliffe Grote 1874. Ceratomia hageni ingår i släktet Ceratomia och familjen svärmare. Inga underarter finns listade i Catalogue of Life.

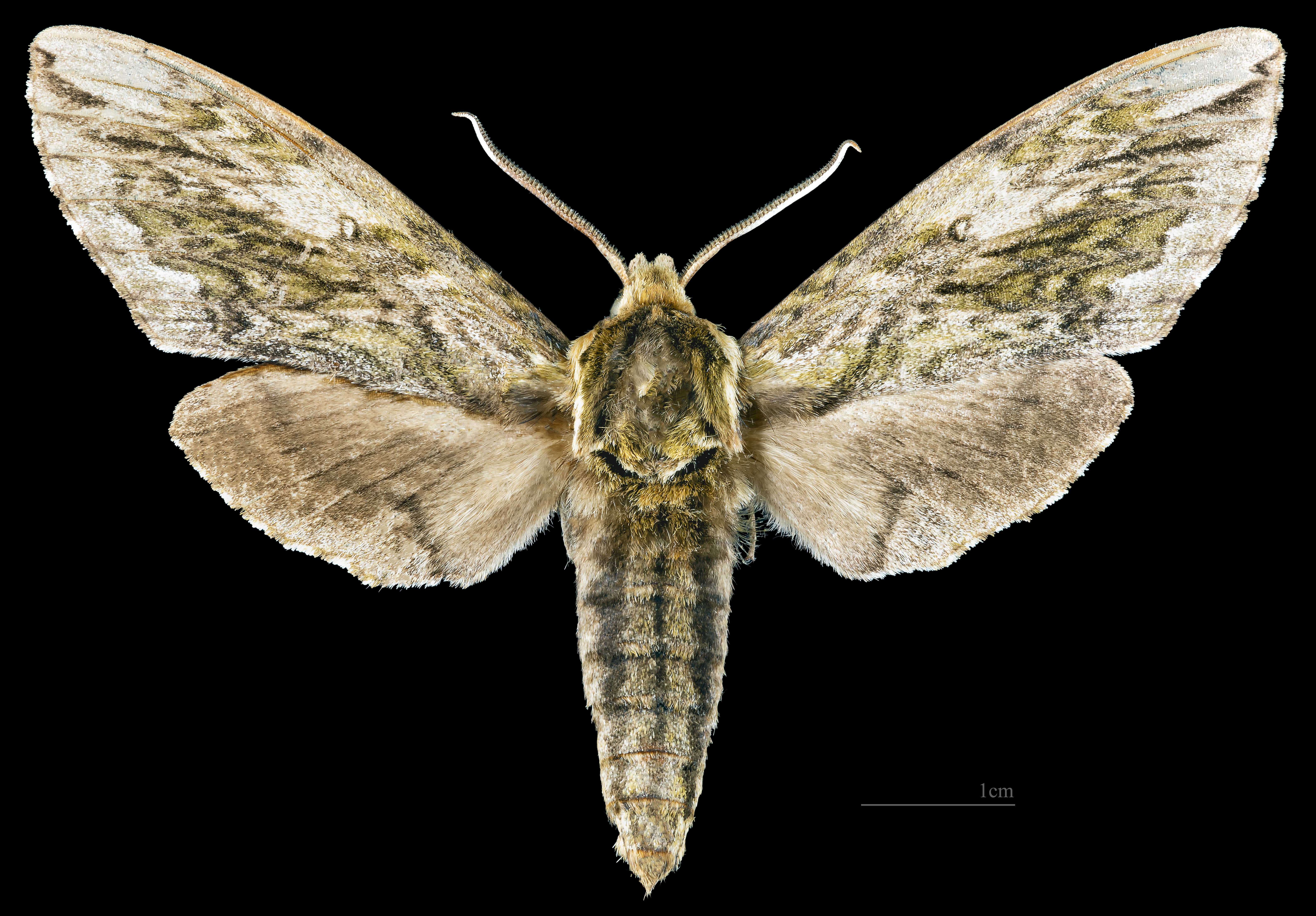
Ceratomia hageni ♂
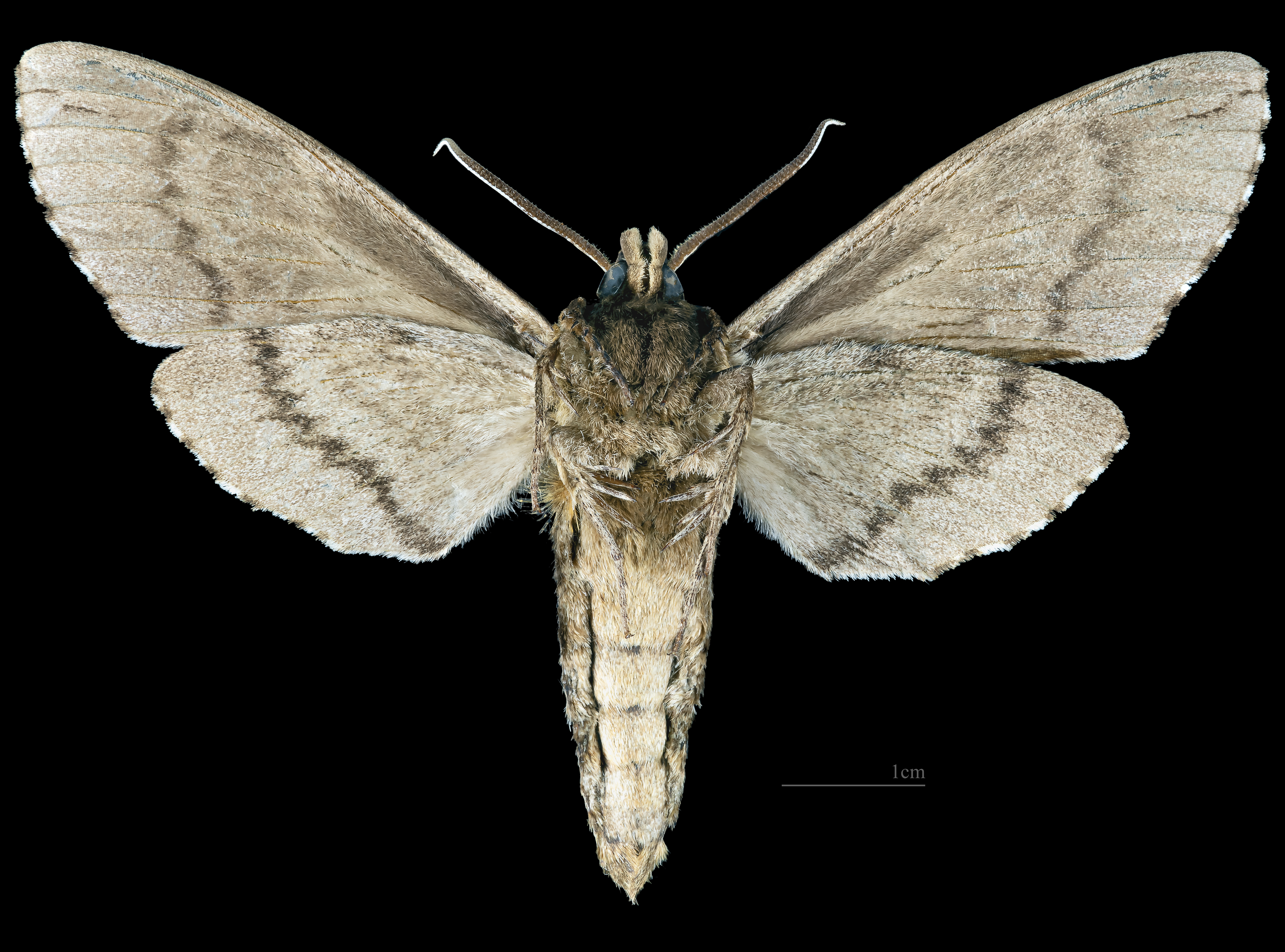
Ceratomia hageni ♂   △

## Bildgalleri

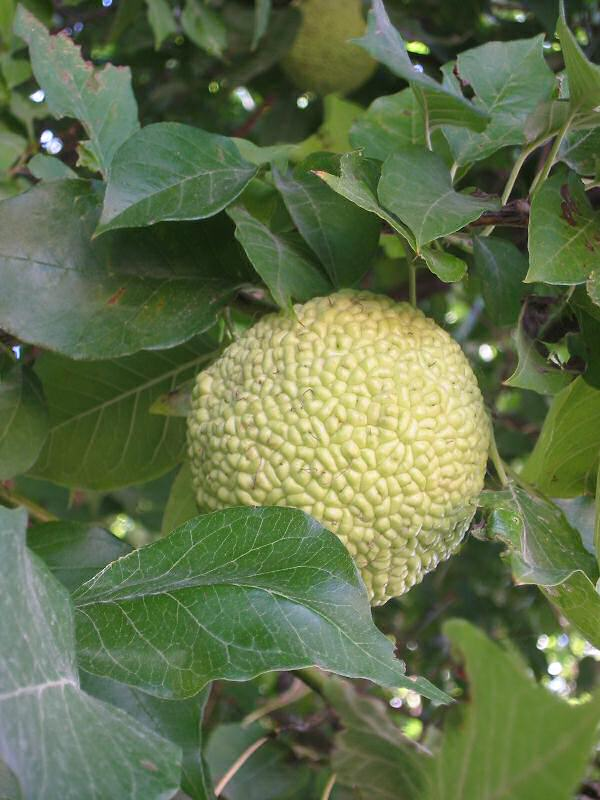